# Бадридзе, Ясон Константинович
Ясон Константинович Бадридзе (груз. იასონ ბადრიძე, 26 января 1944, Тбилиси) — грузинский учёный-этолог, доктор биологических наук, почётный профессор Государственного университета Ильи (Тбилиси).

## Биография
Родился 26 января 1944 года в Тбилиси. В 1967 году окончил биологический факультет Тбилисского государственного университета. После окончания вуза работал в Институте физиологии АН Грузинской ССР, исследовал нейрофизиологические механизмы поведения. Затем перешёл в Институт зоологии АН Грузии, где со временем возглавил сектор поведения и этологии животных. В 1987 году защитил кандидатскую диссертацию на тему «Онтогенез пищевого поведения волка». В 1997 году защитил докторскую диссертацию на тему «Интродукция в природу выращенных в неволе крупных хищных млекопитающих — проблема и метод»

## Научный вклад
Почти 20 лет своей жизни Бадридзе изучал поведение волка. Сам прожил в волчьей стае два года почти без перерыва. Опубликовал книгу «Волк. Вопросы онтогенеза поведения, проблемы и метод реинтродукции», где на примере волка как на модельном виде хищника описываются проблемы и метод подготовки к реинтродукции выросших в неволе крупных хищных млекопитающих. Показаны необходимые условия содержания животных в процессе постнатального онтогенеза для формирования поведения, включая способность к рассудочной деятельности, в пределах нормы, характерной для вида.
В 1970-х годах Ясоном Бадридзе изобретён электронный ошейник для экспериментальной работы с волками.

## Общественное признание
О жизни и научной деятельности Я.Бадридзе снято несколько документальных фильмов и телеинтервью, а также написана художественная биография, изданная отдельной книгой.

## Семья
- отец: Константин Георгиевич Бадридзе — заслуженный деятель искусств Грузии, руководил школой каскадеров;
- мать: Нателла Ясоновна Бадридзе — актриса;
- дядя: Давид Георгиевич Бадридзе (1899—1987) — оперный певец.
- двоюродный брат: Гия Бадридзе (1928—1999) — актер, драматург и журналист.